# Poet and Peasant (film 1912)
Poet and Peasant è un cortometraggio muto del 1912 diretto da William V. Ranous.

## Produzione
Il film fu prodotto dalla Vitagraph Company of America.

## Distribuzione
Distribuito dalla General Film Company, il film - un cortometraggio in una bobina - uscì nelle sale cinematografiche statunitensi il 30 ottobre 1912.